# Пепис, Дигби, 7-й граф Коттенем
Джон Дигби Томас Пепис, 7-й граф Коттенем (14 июня 1907 — 12 мая 1968) — английский пэр, баронет, бизнесмен и заводчик чистокровных лошадей. Он был членом Палаты лордов с 1943 года до своей смерти в 1968 году.

## Биография
Родился 14 июня 1907 года. Третий сын Кенелма Пеписа, 4-го графа Коттенема (1874—1919) и леди Роуз Невилл (1866—1913). Он получил образование в Итонском колледже и Королевском военном колледже в Сандхерсте, откуда он был назначен лейтенантом в 10-й Королевский гусарский полк.
В 1933 году Дигби Пепис стал управляющим директором Peter Merchant Ltd, компании промышленного общественного питания, а в 1946 году также и Lockhart Group Ltd. Он ушёл с поста управляющего директора обеих компаний в 1952 году, но также был председателем Lockhart Group с 1946—1960 годах.
В 1943 году он сменил старшего брата Марка Пеписа на посту графа Коттенема, виконта Кроухерста из Кроухерста, графство Суррей, барона Коттенема из Коттенема, Кембриджшир, и баронета с Уимпол-стрит.
Лорд Коттенем приходился дальним родственником Сэмюэлу Пепису и был главой семьи Пепис. Во время опроса в 1961 году о том, как произносить эту фамилию, его секретарь сказал прессе: «Могу заверить вас, что лорд Коттенем произносит её как Пепписс».
Позже, с 1962 года до своей смерти, Дигби Коттенем был директором ипподрома Лингфилд-Парк и Trust Houses Ltd. Успешный заводчик чистокровных животных, он был членом Комитета Таттерсолл с 1957 по 1962 год и был старшим стюардом Национального охотничьего комитета в 1964 году.
Он умер в 1968 году в возрасте 60 лет и тогда жил в Хангерхилл Хаус, Кулхэм, недалеко от Хоршама в Западном Сассексе.
3 октября 1933 года Дигби Коттенем женился на леди Анджеле Изабель Нелли Невилл (3 августа 1910 — 26 мая 1980), дочери Гая Ларнак-Невилла, 4-го маркиза Абергавенни, и сестре лорда Руперта Невилла. У них было три дочери и сын:
- Леди Мэри Изабель Пепис (18 октября 1934 — 4 июня 1958), вышедшая замуж за Люка Уайта, 5-го барона Аннали (1927—1990), мать Люка Уайта, 6-го барона Аннали (род. 1954).
- Леди Давина Роуз Пепис (9 февраля 1940 — 5 марта 1973), вышедшая замуж за сэра Кеннета Дрейка Кляйнворта, 3-го баронета (1935—1994), и была матерью сэра Ричарда Дрейка Кляйнворта (род. 1960).
- Леди Джиллиан Анджела Пепис (7 июля 1941 — 23 августа 2008), вышедшая замуж за Гарри Макгоуэна, 3-го барона Макгоуэна (1938—2003), и была матерью Гарри Макгоуэна, 4-го барона Макгоуэна (род. 1971).
- Кенелм Чарльз Эверард Дигби Пепис, виконт Кроухерст (27 ноября 1948 — 20 октября 2000), преемник отца.

После его смерти титул графа Коттенема унаследовал его сын Чарльз.